# Кобарид
Кобарид (словен. Kobarid, нем. Karfreit), также известный как Капоретто (итал. Caporetto) — город и община в западной Словении, в долине реки Соча, неподалёку от итальянской границы. Муниципалитет с населением 4079 жителей и площадью 197 км² состоит из 33 населенных пунктов: самым густонаселенным является одноименный центр, муниципальный центр, в котором проживает 1092 жителя; наименее населенным является Магозд с 68 жителями.
Получил известность из-за произошедшей неподалёку от города в Первую мировую войну битвы при Капоретто, описанной Эрнестом Хемингуэем в романе «Прощай, оружие!».

## Достопримечательности
- Музей битвы при Капоретто[словен.], в 1993 году выигравший премию Совета Европы.
- Расположенный в окрестностях города археологический заповедник Тоноцов Град[словен.], содержащий римские развалины V века.

## Уроженцы города
- Симон Грегорчич, поэт
- Симон Рутарь, историк
- Йожеф Школьч, политик
- Иван Урбанчич, философ